# NGC 2536
NGC 2536 (другие обозначения — MCG 4-20-5, KCPG 156B, ZWG 119.9, Arp 82, VV 9, KUG 0808+253B, PGC 22958) — пекулярная спиральная галактика с перемычкой (морфологический тип по Хабблу SBc/P). Находится в созвездии Рака на расстоянии около 57 Мпк. Входит во взаимодействующую пару галактик.
Этот объект входит в число перечисленных в оригинальной редакции «Нового общего каталога», а также включён в Атлас пекулярных галактик под обозначением Arp 82.
Галактика является компаньоном более крупной NGC 2535, связана с ней длинным приливным «мостом» из межзвёздного газа. Второй приливный хвост NGC 2535 направлен в противоположную сторону от NGC 2536. Лишь малая часть звёзд в обеих галактиках имеет возраст более 2 млрд лет. Вспышка звездообразования 2 млрд лет назад произошла, когда они начали взаимодействовать.
В галактике в 2014 году вспыхнула сверхновая SN 2014ds типа IIb, её пиковая видимая звёздная величина составила 16,3m.